# Codex Iustinianus

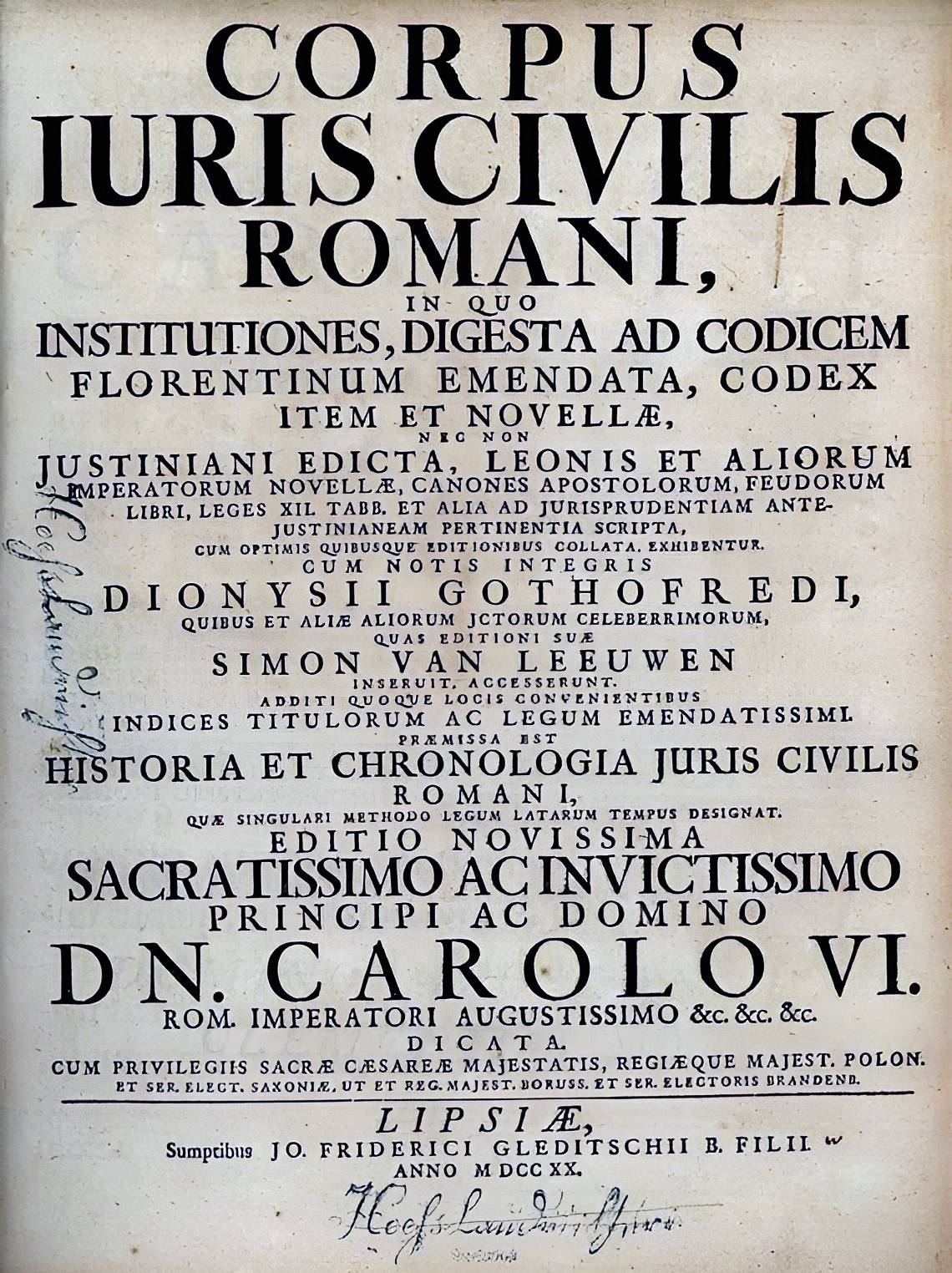
Corpus iuris civilis Romani. Institutiones et Digestae. Gothofredus, 1583

Der Codex Iustinianus (Schreibweise auch: Codex Justinianus, abgekürzt: CJ)) ist einer von vier Teilen des später so bezeichneten Corpus iuris civilis. 
Am 13. Februar 528 gab Kaiser Justinian mit der Constitutio de novo codice componendo (auch Constitutio Haec) den Codex als erstes der vier Werke in Auftrag. Justinian ließ alle noch geltenden Anordnungen (Reskripte), die seit Hadrian (117 bis 138) erlassen worden waren, zusammenstellen. Sie sollten Bestandteil einer Kompilation werden, in der auch materielles römisches Recht vereinheitlicht werden sollte, soweit es in der Spätantike noch Geltung beanspruchen durfte. Zur Umsetzung erhielten die Gesetzesautoren großzügige Gestaltungsspielräume, die insoweit genutzt wurden, als die Rechtslage aktualisiert und die Rechtsmaterialien erheblich gekürzt wiedergegeben wurden. Die Vorlagen dazu bildeten verschiedene private und öffentliche Rechtssammlungen.

## Geschichte

### Entstehung
Das Kodifikationsanliegen stieß auf Widerstände, denn es bestanden erhebliche inhaltliche Widersprüche zwischen dem klassischen Recht des 2. und 3. Jahrhunderts und der spätantiken Rechtspraxis des 5. und 6. Jahrhunderts. Die obrigkeitsrechtlich ausgerichtete kaiserliche Verwaltung musste sich der Widersprüche annehmen, um sie zu überwinden. Dazu wurden weitere kaiserliche Anordnungen getroffen und positivrechtlich festgehalten, damit sie die Gesamtgesetzgebung ergänzen. Der Codex Iustinianus wurde durchgängig in Latein geschrieben, Latein war zur Zeit seiner Entstehung nämlich noch Amtssprache in der oströmischen Verwaltung und in der Rechtsprechung. Der Einfluss des Griechischen nahm allerdings zu, weshalb Justinian, wiewohl selbst lateinischer Muttersprachler, nach 535 die meisten seiner eigenen Gesetze (Novellae) auch auf Griechisch veröffentlichen ließ, um für die Bevölkerung besser verständlich zu sein.
Die textlichen Kompilationen leitete federführend Justinians Spitzenbeamter (quaestor sacri palatii) Tribonian. Unterstützung erhielt die Aufsicht von Rechtsgelehrten der hochangesehenen Rechtsschule von Beirut. Auch Gelehrte aus Konstantinopel wirkten an den Arbeiten mit. Der aus den Arbeiten erwachsende Codex bestand aus 12 Büchern und umfasste neben Rechtsauskünften betagtere, aber für den Rechtsverkehr weiterhin gültige, Kaiserkonstitutionen. In Buch 1 bezogen sie sich auf Kirchenrecht, in den Büchern 2–8 auf das Privatrecht und das dazugehörige Prozessrecht. Buch 9 erörterte Straf- und Strafrechtsverfahrensrecht. In den Büchern 10–12 wurden verwaltungs- und finanzrechtliche Rechtsmaterialien behandelt.
Die erste Version des Codex wurde bereits am 7. April 529 durch die Constitutio Summa in Kraft gesetzt. Ab dem 16. April war die Constitutio alleinige Quelle für kaiserliches Recht. Am 16. November 534 ersetzte sie der Codex Repetitae Praelectionis, gültig ab dem 29. Dezember 534. Mit nur wenigen Lücken ist das Werk erhalten geblieben. Fragmente der ersten Version von 529 sind lediglich auf Papyrus überliefert (vor allem P. Oxy. XV 1814), was einige Rückschlüsse auf die Unterschiede zwischen den beiden Fassungen erlaubt. Diese waren vor allem durch die decisiones quinquaginta („Fünfzig Entscheidungen“) bedingt, neue zentrale Bestimmungen Justinians, erlassen seit 529. Viele Passagen der ersten Version des Codex waren damit früh schon überholt worden.

### Inhalt
Der Codex fasste alle gültigen Kaisergesetze (Reskripte) von der Zeit des Kaisers Hadrian (117 bis 138) bis ins Jahr 534 zusammen. Zusammen mit dem etwa hundert Jahre älteren Codex Theodosianus wurde er damit zu einer zentralen Quelle des klassisch-römischen Rechts und der spätantiken Rechtspraxis. Alle nicht aufgenommenen Gesetze verloren ihre Gültigkeit, alle aufgenommenen Gesetze hingegen unterlagen unmittelbarer Gesetzeskraft. In der Forschung umstritten ist, mit welcher Intensität die Kompilatoren in die Wortlaute älterer Edikte und Reskripte eingegriffen hatten. Häufig wurde jedenfalls das gestrichen, was auf gesetzliche Regelungen konkret hinwies. Die Auswertung der Hinterlassenschaft wird dadurch erschwert.
Der zeitliche Ausgangspunkt fiel auf Hadrian deshalb, weil unter ihm das prätorische Edikt festgeschrieben worden war. Das änderte den modus operandi der römischen Gesetzgebung erheblich. Der Codex wurde in jeweils eigenen Büchern noch ergänzt durch griechische Übersetzungen der Kaiserkonstitutionen, die sich auf die Umsetzung der klassisch-wissenschaftlichen Juristentexte bezogen, so etwa die Digesten. Zentrales Werk für das formelle und materielle Zivil- und Strafrecht wurde das Rechtslehrbuch der Institutionen Justinians. Die inneren Widersprüche der Werke zueinander wurden weitestgehend beseitigt. Alle Werke zusammengefasst ergaben das später so genannte Corpus iuris civilis. Zum Abschluss des Gesamtwerks wurden ab 535 noch die qualitativ als schwach wahrgenommenen Novellae hinzugefügt. Diese enthielten Justinians neueste Kaisererlasse, welche (auch) auf Griechisch abgefasst wurden, sofern sie nicht primär lateinischsprachige Reichsteile betrafen. Viele der Novellen sind lediglich in der griechischen Version erhalten geblieben, doch spricht vieles dafür, dass es zumindest bei den im gesamten Reich gültigen Gesetzen Justinians stets auch offizielle lateinische Fassungen gab.
Dem Codex Iustinianus gingen ältere private Sammlungen von kaiserlichen Konstitutionen voraus, etwa jene Diokletians. Etwa Ende des 2. Jahrhunderts hatte dieser die Codices Gregorianus und Hermogenianus auf den Weg gebracht. Von Bedeutung ist auch die amtliche Sammlung des Kaisers Theodosius. Sein Codex entstand bereits 438. Das justinianische Gesamtwerk bildete den letzten Höhepunkt des Schaffens im antiken römischen Recht. Zum Ende der Spätantike und im Frühmittelalter konnte der Codex lediglich wenig Bedeutung erlangen, eine verhältnismäßig noch größere im Westen des Reiches, wo der theodosianische Codex allerdings ungleich einflussreicher war. Seine volle Wirkung für die gegenwärtige Forschung entfaltete das Werk erst mit seiner ersten Rezeption im Hochmittelalter an der Hochschule von Bologna. Bis heute hat der Codex Einfluss auf europäische Rechtssysteme. Aber nicht nur der Codex, auch die anderen Teile des Corpus Iuris erlebten in Westeuropa ihre Renaissance.

## Kommentierungen
Die Werke wurden nach der Entstehung in den Rechtsschulen für den Unterricht interpretiert. Bedeutende Interpretationen des Werks gehen auf einen gewissen Thalelaios zurück. Neben der Kommentierung liefert er eine wortgetreue Übersetzung („κατὰ πόδα“). Weitere Antezessoren waren Isidoros, Anatolios und Stephanos.

## Ausgabe
- Fred H. Blume, Bruce W. Frier (Hrsg.): The Codex of Justinian. A New Annotated Translation with Parallel Latin and Greek Text. 3 Bände. Cambridge University Press, Cambridge 2016.
- Paul Krüger (Hrsg.): Corpus Iuris Civilis Bd. 2: Codex Iustinianus., Berlin 1906 (Digitalisat).